# 任脉
任脈（Ren Meridian，RN）是一條經脈，“奇經八脈”之一，與督脈併稱任督二脈。計二十四穴，分布於面、頸、胸、腹的前正中線上。
“任”字，有擔任，任養之意。任脈為“手、足三陰脈之海”。

## 经脉循行
任脈起於小腹內，下出會陰，向上行於陰毛部，經腹，向上經關元等穴，到咽喉，上行環繞口唇，經面部，進入目眶下。

## 主治概要
患任脈疾病者的病候：遺尿、遺精、腹脹痛、胃痛、呃逆、舌肌麻庳、疝氣。

## 腧穴
共二十四穴
1. 會陰
2. 曲骨
3. 中極
4. 關元
5. 石門
6. 氣海
7. 陰交
8. 神闕
9. 水分
10. 下脘
11. 建里
12. 中脘
13. 上脘
14. 巨闕
15. 鳩尾
16. 中庭
17. 膻中
18. 玉堂
19. 紫宮
20. 華蓋
21. 璇璣
22. 天突
23. 廉泉
24. 承漿

## 歷代文獻
- 《靈樞·經脈》：「任脈之別，名曰尾翳，下鳩尾，散於腹。實則腹皮痛，虛則癢搔，取之所別也。」
- 《靈樞·脈度》：「任脈……四尺五寸」
- 《靈樞·五音五味》「衝脈任脈，皆起於胞中，上循背裏，為經絡之海。其浮而外者，循腹右，上行會於咽喉，別而絡唇口，血氣盛則充膚熱肉，血獨盛則澹滲皮膚，生毫毛。」
- 《醫宗金鑒·刺灸心法》：「任脈中行二十四，會陰潛伏兩陰間，曲骨之前中極在，關元石門氣海邊，陰交神闕水分處，下脘建里中脘前，上脘巨闕連鳩尾，中庭膻中玉堂聯，紫宮華蓋循璇璣，天突廉泉承漿端。」